# Magnate & Valentino
Magnate & Valentino fue un dúo de reguetón puertorriqueño. Se caracterizaban por su estilo romántico en sus canciones.

## Biografía
Ramón Oliveira (Magnate), nació el 24 de octubre de 1982 y proviene de una familia de 4 hermanos. Se considera una persona sencilla pero a la vez ambiciosa en lo que a su carrera se refiere. Terminó su cuarto año y actualmente estudia música y toma clases de canto. De niño jugaba baloncesto el cual junto a la música forman sus pasatiempos favoritos. Su sueño desde pequeño ha sido ser artista, pero también soño con ser doctor, profesión que no descarta. Su carrera artística comenzó en el año 1998 cuando debutó junto a Valentino en la producción Warriors II y continuó exitosamente participando en producciones como Tha Cream IV, 9 Plagas II y The Flow II.
Peter González Torres (Valentino), nació el 12 de julio de 1980 y tiene 2 hermanos. Es de familia sencilla, humilde y muy trabajadora. Valentino es una persona reservada y de buen corazón. Además cuenta con un talento increíble, no sólo para la música, si no también para el arte ya que es graduado de delineante en ingeniería civil. Su pasatiempo favorito es jugar baloncesto, lo que combina con cantar que pasa de pasatiempo a ser su fuente de ingreso. Asegura que el ser cantante es una experiencia que disfruta al máximo, pero esta consciente de que no necesariamente es para siempre; por tal razón aconseja a los jóvenes, no dejar sus estudios y a obtener una buena educación.
Se unió a Magnate en 1998 debutando en la producción Warriors II, desde entonces han formado parte de otras grandes producciones como 9 Plagas II y The show en la Feria. En este último la gente aceptó grandemente su participación y es uno de sus éxitos más significativos. "Rompiendo el Hielo" es la primera producción como dúo de Magnate & Valentino, cuentan con la participación de Héctor & Tito y Nicky Jam.
Durante la promoción de Before & After en 2006, decidieron probar una carrera solista temporal, con Valentino participando en Los compadres: La perfecta ocasión junto a Mario VI y Gocho; mientras que Magnate publicó su álbum Progresivo en 2007. Su tercer álbum de estudio, Química perfecta fue publicado en 2009 bajo el sello Machete Music, incluyendo el sencillo «Si te acuerdas de mí». A finales de 2013 el dúo se separó de manera definitiva luego de la publicación de su cuarto álbum, Imparables. Después de la separación, Magnate lanzó su carrera como solista en Colombia.
Actualmente, el dúo se encuentra disuelto y Magnate promociona su último tema "Bandida", el cual ha tenido una buena aceptación por parte del público. Valentino, por su lado, goza de un gran éxito por su tema "No Llores Mas", acompañado por J Álvarez y también ha tenido una buena acogida, llegando a grabar la versión remix junto a Nicky Jam y Ñejo. También participó en el álbum Fénix («Cuando tú quieras») y el más reciente hit, junto a Manuel Turizo («Bésame»).

## Discografía

### Álbumes de estudio
- 2002: Rompiendo el hielo
- 2004: Sin límite
- 2009: Química perfecta
- 2013: Imparables

### Álbumes recopilatorios
- 2006: Before & After